# Pterozonium reniforme
Pterozonium reniforme là một loài thực vật có mạch trong họ Adiantaceae. Loài này được (Mart.) Fée miêu tả khoa học đầu tiên năm 1852.